# Liste der Nummer-eins-Country-Alben in den USA (2013)
Dies ist eine Liste der Nummer-eins-Alben in den von Billboard ermittelten Verkaufscharts für Country-Alben in den USA im Jahr 2013. In diesem Jahr gab es einundzwanzig Nummer-eins-Alben.

| ← 2012 ← | Liste der Nummer-eins-Country-Alben in den USA | Liste der Nummer-eins-Country-Alben in den USA | Liste der Nummer-eins-Country-Alben in den USA       | 2014 →                    |
| \| Zeitraum \| Wo. ges. \| Interpret \| Titel \| Zusätzliche Informationen \| \| (Zeitraum, Wochen auf Platz eins, Interpret, Titel, zusätzliche Informationen) \| \| \| \| \| \| ------------------------------------------------------------------------------ \| -------- \| -------------------- \| -------------------------------------------------------- \| ------------------------- \| \| 29. Dezember 2012 – 8. Februar 2013 6 Wochen (insgesamt 13) \| 13 \| Taylor Swift \| Red[1] \| — \| \| 9. Februar 2013 – 22. Februar 2013 2 Wochen (insgesamt 2) \| 2 \| Gary Allan \| Set You Free[2] \| — \| \| 23. Februar 2013 – 1. März 2013 1 Woche (insgesamt 1) \| 1 \| Tim McGraw \| Two Lanes of Freedom[3] \| — \| \| 2. März 2013 – 22. März 2013 3 Wochen (insgesamt 16) \| 16 \| Taylor Swift \| Red \| — \| \| 23. März 2013 – 5. April 2013 2 Wochen (insgesamt 2) \| 2 \| Luke Bryan \| Spring Break...Here to Party[4] \| — \| \| 6. April 2013 – 12. April 2013 1 Woche (insgesamt 1) \| 1 \| Kacey Musgraves \| Same Trailer Different Park[5] \| — \| \| 13. April 2013 – 19. April 2013 1 Woche (insgesamt 1) \| 1 \| Blake Shelton \| Based on a True Story...[6] \| — \| \| 20. April 2013 – 26. April 2013 1 Woche (insgesamt 1) \| 1 \| The Band Perry \| Pioneer[7] \| — \| \| 27. April 2013 – 3. Mai 2013 1 Woche (insgesamt 1) \| 1 \| Brad Paisley \| Wheelhouse[8] \| — \| \| 4. Mai 2013 – 17. Mai 2013 2 Wochen (insgesamt 3) \| 3 \| Blake Shelton \| Based on a True Story... \| — \| \| 18. Mai 2013 – 24. Mai 2013 1 Woche (insgesamt 1) \| 1 \| Kenny Chesney \| Life on a Rock[9] \| — \| \| 25. Mai 2013 – 31. Mai 2013 1 Woche (insgesamt 1) \| 1 \| Lady Antebellum \| Golden[10] \| — \| \| 1. Juni 2013 – 7. Juni 2013 1 Woche (insgesamt 1) \| 1 \| George Strait \| Love Is Everything[11] \| — \| \| 8. Juni 2013 – 14. Juni 2013 1 Woche (insgesamt 1) \| 1 \| Darius Rucker \| True Believers[12] \| — \| \| 15. Juni 2013 – 28. Juni 2013 2 Wochen (insgesamt 5) \| 5 \| Blake Shelton \| Based on a True Story... \| — \| \| 29. Juni 2013 – 5. Juli 2013 1 Woche (insgesamt 1) \| 1 \| Florida Georgia Line \| Here’s to the Good Times[13] \| — \| \| 6. Juli 2013 – 12. Juli 2013 1 Woche (insgesamt 1) \| 1 \| Hunter Hayes \| Hunter Hayes[14] \| — \| \| 13. Juli 2013 – 30. August 2013 7 Wochen (insgesamt 8) \| 8 \| Florida Georgia Line \| Here’s to the Good Times \| — \| \| 31. August 2013 – 27. September 2013 4 Wochen (insgesamt 4) \| 4 \| Luke Bryan \| Crash My Party[15] \| — \| \| 28. September 2013 – 4. Oktober 2013 1 Woche (insgesamt 1) \| 1 \| Keith Urban \| Fuse[16] \| — \| \| 5. Oktober 2013 – 11. Oktober 2013 1 Woche (insgesamt 1) \| 1 \| Justin Moore \| Off the Beaten Path[17] \| — \| \| 12. Oktober 2013 – 25. Oktober 2013 2 Wochen (insgesamt 6) \| 6 \| Luke Bryan \| Crash My Party \| — \| \| 26. Oktober 2013 – 1. November 2013 1 Woche (insgesamt 1) \| 1 \| Cassadee Pope \| Frame by Frame[18] \| — \| \| 2. November 2013 – 8. November 2013 1 Woche (insgesamt 1) \| 1 \| Scotty McCreery \| See You Tonight[19] \| — \| \| 9. November 2013 – 15. November 2013 1 Woche (insgesamt 7) \| 7 \| Luke Bryan \| Crash My Party \| — \| \| 16. November 2013 – 13. Dezember 2013 4 Wochen (insgesamt 4) \| 4 \| The Robertsons \| Duck the Halls: A Robertson Family Christmas[20] \| — \| \| 14. Dezember 2013 – 27. Dezember 2013 2 Wochen (insgesamt 2) \| 2 \| Garth Brooks \| Blame It All on My Roots: Five Decades of Influences[21] \| — \| |                                                |                                                |                                                      |                           |
| ← 2012 |                                                |                                                |                                                      | → 2014 →                  |
| Zeitraum | Wo. ges.                                       | Interpret                                      | Titel                                                | Zusätzliche Informationen |
| (Zeitraum, Wochen auf Platz eins, Interpret, Titel, zusätzliche Informationen) |                                                |                                                |                                                      |                           |
| 29. Dezember 2012 – 8. Februar 2013 6 Wochen (insgesamt 13) | 13                                             | Taylor Swift                                   | Red                                                  | —                         |
| 9. Februar 2013 – 22. Februar 2013 2 Wochen (insgesamt 2) | 2                                              | Gary Allan                                     | Set You Free                                         | —                         |
| 23. Februar 2013 – 1. März 2013 1 Woche (insgesamt 1) | 1                                              | Tim McGraw                                     | Two Lanes of Freedom                                 | —                         |
| 2. März 2013 – 22. März 2013 3 Wochen (insgesamt 16) | 16                                             | Taylor Swift                                   | Red                                                  | —                         |
| 23. März 2013 – 5. April 2013 2 Wochen (insgesamt 2) | 2                                              | Luke Bryan                                     | Spring Break...Here to Party                         | —                         |
| 6. April 2013 – 12. April 2013 1 Woche (insgesamt 1) | 1                                              | Kacey Musgraves                                | Same Trailer Different Park                          | —                         |
| 13. April 2013 – 19. April 2013 1 Woche (insgesamt 1) | 1                                              | Blake Shelton                                  | Based on a True Story...                             | —                         |
| 20. April 2013 – 26. April 2013 1 Woche (insgesamt 1) | 1                                              | The Band Perry                                 | Pioneer                                              | —                         |
| 27. April 2013 – 3. Mai 2013 1 Woche (insgesamt 1) | 1                                              | Brad Paisley                                   | Wheelhouse                                           | —                         |
| 4. Mai 2013 – 17. Mai 2013 2 Wochen (insgesamt 3) | 3                                              | Blake Shelton                                  | Based on a True Story...                             | —                         |
| 18. Mai 2013 – 24. Mai 2013 1 Woche (insgesamt 1) | 1                                              | Kenny Chesney                                  | Life on a Rock                                       | —                         |
| 25. Mai 2013 – 31. Mai 2013 1 Woche (insgesamt 1) | 1                                              | Lady Antebellum                                | Golden                                               | —                         |
| 1. Juni 2013 – 7. Juni 2013 1 Woche (insgesamt 1) | 1                                              | George Strait                                  | Love Is Everything                                   | —                         |
| 8. Juni 2013 – 14. Juni 2013 1 Woche (insgesamt 1) | 1                                              | Darius Rucker                                  | True Believers                                       | —                         |
| 15. Juni 2013 – 28. Juni 2013 2 Wochen (insgesamt 5) | 5                                              | Blake Shelton                                  | Based on a True Story...                             | —                         |
| 29. Juni 2013 – 5. Juli 2013 1 Woche (insgesamt 1) | 1                                              | Florida Georgia Line                           | Here’s to the Good Times                             | —                         |
| 6. Juli 2013 – 12. Juli 2013 1 Woche (insgesamt 1) | 1                                              | Hunter Hayes                                   | Hunter Hayes                                         | —                         |
| 13. Juli 2013 – 30. August 2013 7 Wochen (insgesamt 8) | 8                                              | Florida Georgia Line                           | Here’s to the Good Times                             | —                         |
| 31. August 2013 – 27. September 2013 4 Wochen (insgesamt 4) | 4                                              | Luke Bryan                                     | Crash My Party                                       | —                         |
| 28. September 2013 – 4. Oktober 2013 1 Woche (insgesamt 1) | 1                                              | Keith Urban                                    | Fuse                                                 | —                         |
| 5. Oktober 2013 – 11. Oktober 2013 1 Woche (insgesamt 1) | 1                                              | Justin Moore                                   | Off the Beaten Path                                  | —                         |
| 12. Oktober 2013 – 25. Oktober 2013 2 Wochen (insgesamt 6) | 6                                              | Luke Bryan                                     | Crash My Party                                       | —                         |
| 26. Oktober 2013 – 1. November 2013 1 Woche (insgesamt 1) | 1                                              | Cassadee Pope                                  | Frame by Frame                                       | —                         |
| 2. November 2013 – 8. November 2013 1 Woche (insgesamt 1) | 1                                              | Scotty McCreery                                | See You Tonight                                      | —                         |
| 9. November 2013 – 15. November 2013 1 Woche (insgesamt 7) | 7                                              | Luke Bryan                                     | Crash My Party                                       | —                         |
| 16. November 2013 – 13. Dezember 2013 4 Wochen (insgesamt 4) | 4                                              | The Robertsons                                 | Duck the Halls: A Robertson Family Christmas         | —                         |
| 14. Dezember 2013 – 27. Dezember 2013 2 Wochen (insgesamt 2) | 2                                              | Garth Brooks                                   | Blame It All on My Roots: Five Decades of Influences | —                         |